# Листоноша Пєчкін
Листоно́ша Пє́чкін (рос. Почтальо́н И́горь Ива́нович Пе́чкин) — персонаж творів дитячого письменника Едуарда Успенського.
Перший мультфільм, де він з'явився в 1975 році, називався «Дядя Федір, пес і кіт: Матроскін і Шарік» рос. «Дядя Фёдор, пёс и кот: Матроскин и Шарик».

## Рецензії
На думку заступника директора Російського державного інституту мистецтвознавства, доктора філософських наук, професора Миколи Андрійовича Хренова, корінний сільський житель Пєчкін втілює не так суто сільську психологію, скільки вади радянської, універсальні для міста і села. Тут і потреба вторгатися в чужій приватний світ, здійснювати довільний і ніким офіційно не санкціонований контроль за приватними особами, усюди шукати порушників правил, третирувати всіх тяганиною і формалізмом. Саме Пєчкін вимагає «документи» і «паспорт», затримує видачу посилки, прекрасно знаючи, кому вона адресована. Нарешті Пєчкін вимірює Дядю Федора, щоб встановити його особу і ідентифікувати з хлопчиком, якого батьки розшукують через газету, — хоча фотографія і опис вже дають вичерпний портрет дядька Федора. А метр в руках похилого Пєчкіна виглядає загрозливо, як у трунаря або тюремника — що побічно підкреслює анахронізм фігури листоноші, чия свідомість залишилося десь в епосі розквіту радянських репресивних норовів..